# Heinrich Georg Maschinenfabrik

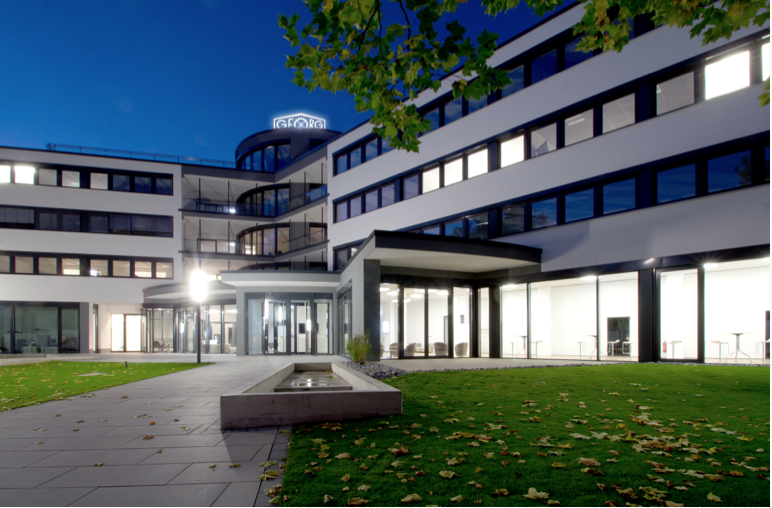
Das Verwaltungsgebäude in Kreuztal

Die Heinrich Georg GmbH ist ein Maschinenbauunternehmen mit Hauptsitz in Kreuztal im nördlichen Siegerland. Sie ist in den Geschäftsbereichen Bandanlagen, Werkzeugmaschinen und Trafoanlagen tätig. Mit dem Geschäftsbereich Trafoanlagen ist Georg führender Hersteller für Trafokernblechschneid- und Stapelanlagen.

## Geschichte
Die Heinrich Georg GmbH wurde am 20. Juni 1948 – dem Tag der Währungsreform – durch Heinrich Georg gegründet. Er übernahm die Werkstatt seines Vaters Otto Georg und investierte sein „Kopfgeld“ von 30 DM als Startgeld für die neue Firma. In dieser kleinen Werkstatt entwickelte er Richtanlagen für Moniereisen und die sogenannte „Lilliput-Schere“, eine Exzenterschlagschere zum Ablängen von Moniereisen. Die Spezialisierung auf Richt- und Abschneideanlagen für die Metallverarbeitung führten schnell zu einer Marktführerschaft in diesem speziellen Maschinenbausegment.
Die Entwicklung der ersten Schneid- und Stanzanlage für kornorientiertes Elektroband legte 1960 den Grundstein für den heutigen Geschäftsbereich „Trafoanlagen“.
1974 übernahm Georg das benachbarte Unternehmen „Grüdelbach + Schütter“ und erweiterte damit sein Produktportfolio um den Bereich der Sonderwerkzeugmaschinen – der Startschuss des heutigen Geschäftsbereichs „Werkzeugmaschinen“. Die Weiterentwicklungen der Abschneideanlagen für die Anforderungen im Betrieb von Stahlservicecentern führte zur Bildung des heutigen Geschäftsbereichs „Bandanlagen“.
Nach Abschluss seines Maschinenbaustudiums trat Gerd Georg – Sohn von Heinrich Georg – am 1. August 1968 in das Unternehmen ein. Am 1. Oktober 1983 wurde er zum Geschäftsführer berufen. Der Schwiegersohn von Heinrich Georg, Hans-Jürgen Patt trat bereits im April 1963 in das Unternehmen ein. Von 1983 bis 1994 war er Einzelprokurist und ab 1995 alleinvertretungberechtigter Geschäftsführer neben Gerd Georg. Ab 2003 führte Mark Georg – Sohn von Gerd Georg – als Mitglied der Geschäftsführung die Geschicke des Unternehmens mit, das er seit 2010 mit dem Wechsel von Gerd Georg und Hans-Jürgen Patt in den Aufsichtsrat alleine leitet.
Heute erwirtschaftet das Unternehmen mit knapp 450 Mitarbeitern und vier Tochterunternehmen rund 100 Millionen Euro Umsatz.

## Produktbereiche
Die Heinrich Georg GmbH besteht aus drei voneinander unabhängig agierenden Produktbereichen.

### Trafoanlagen
Der Produktbereich Trafoanlagen baut Stapel- und Abschneideanlagen für kornorientiertes Elektroband, die für das Legen von Trafokernen bei der Herstellung von Transformatoren benötigt werden. Die Georg-Anlagen bearbeiten dabei Bandbreiten bis 1250 mm und Georg ist damit der einzige Hersteller, der diese Anforderung im Bereich der Leistungstransformatoren erfüllt. 1995 entwickelte Georg eine Technik, die das komplett automatisierte Legen eines Trafokerns ermöglichte – der sogenannte E-Stapler. Die TBA400eco ist die erste Schneideanlage in Kompaktform und wurde speziell für die Anforderungen des indischen Marktes entwickelt. Das „Plug ‚n‘ Play“ Konzept erwies sich dabei so erfolgreich, dass es nun auch für andere Bandbreiten umgesetzt wird.
Neben den Schneideanlagen baut der Produktbereich auch Produktionsanlagen für die Herstellung von Wellwandkesseln, die zur Kühlung von Transformatoren eingesetzt werden. Längsteilanlagen und Kernlegetische vervollständigen das Portfolio und machen Georg zu einem Komplettanbieter für Trafowerke und Service Center weltweit.

### Bandanlagen
Der Produktbereich Bandanlagen liefert Komplettlösungen und Einzelkomponenten für das Längs- und Querteilen von Coils. Als Spezialist für die Anforderungen in Stahl-Service-Centern entwickelt Georg 1994 die erste Längsteilanlage mit Schneidlasern. In den letzten Jahren entwickelte sich der Produktbereich immer mehr zu einem führenden Anbieter in der Bearbeitung von Aluminium. So wurde Anfang 2014 die ersten Längs- bzw. Querteilanlagen mit einer Bandbreite von bis zu 2800 mm im russischen Kaminsk installiert. Die erste Besäumanlage für Aluminium Coils mit einer Geschwindigkeit von bis zu 1800 m/min beweisen die Technologieführerschaft auch in diesem Segment.

### Werkzeugmaschinen
Der Produktbereich Werkzeugmaschinen ist mit ihren Sonderwerkzeugmaschinen am meisten diversifiziert. Neben Portalfräsmaschinen für die Bearbeitung von Eisenbahnschienen befinden sich auch Drehmaschinen für die Bearbeitung von Turbinenläufern im Portfolio. Mit der Entwicklung des ultraturn MC Konzept schuf Georg das erste Bearbeitungszentrum mit Werkstückvermessung für Fräs- und Drehbearbeitungen bis 250 t Werkstückgewicht und 4000 mm max. Durchmesser.

## Tochterunternehmen
Neben der Heinrich Georg GmbH Maschinenfabrik besitzt die Unternehmensgruppe vier weitere Tochterunternehmen.

### Georg Automation GmbH
Das Unternehmen wurde 2002 aus der Abteilung Steuerungstechnik der Heinrich Georg GmbH Maschinenfabrik verselbstständigt. Es bietet Automatisierungs und Steuerungstechnik für eine Vielzahl von industriellen Anwendungen.

### Heinrich Georg (U.K.) Ltd.
Neben einer Verkaufsniederlassung der Heinrich Georg GmbH Maschinenfabrik bietet Georg UK auch eine Vielzahl von eigenen Entwicklungs- und Fertigungsprodukten für den Markt in Großbritannien.

### Georg Automatic Feed, Inc. und Georg Manufacturing Systems, Inc. USA
Die beiden amerikanischen Unternehmen bilden die Verkaufs- und Serviceniederlassung der Heinrich Georg GmbH Maschinenfabrik auf dem nordamerikanischen Kontinent.

### Georg Product Service Center China
Bereits seit 1985 bietet diese Niederlassung Unterstützung für viele Georg Kunden im ostasiatischen Raum.